# Danh sách tập phim Yu Yu Hakusho
Hành trình U Linh Giới (幽☆遊☆白書 YūYū Hakusho, lit. Spirits Wander White Book, hay "Ghost Files" / "Poltergeist Report", tựa Latinh hoá dưới tên YuYu HAKUSHO) là một bộ anime truyền hình dài tập của Nhật Bản, chuyển thể dựa trên loạt manga cùng tên của Togashi Yoshihiro. Các tập phim được đạo diễn bởi Abe Noriyuki và do Fuji Television, Yomiko Advertising và Studio Pierrot phối hợp sản xuất. Các tập phim phát hành ở Bắc Mĩ bởi Funimation. Bộ phim sử dụng 19 tập trong nguyên tác để chuyển thể thành tổng cộng 112 tập phim truyền hình. Phim xoay quanh cuộc phiêu lưu của Urameshi Yusuke, một học sinh đã trở thành Thám tử Linh giới (Spirit Detective) sau khi chết. Cậu mang trong mình sứ mệnh bảo vệ thế giới loài người trước mối đe doạ từ các thế lực siêu nhiên.
Hành trình U Linh Giới phát sóng từ ngày 10 tháng 10 năm 1992 đến ngày 7 tháng 1 năm 1995 trên kênh Fuji Television ở Nhật Bản. Tại khu vực Bắc Mỹ, các tập phim lên sóng từ ngày 23 tháng 2 năm 2002 đến ngày 1 tháng 4 năm 2006 trên Cartoon Network. Ban đầu, các tập được chiếu trên kênh truyền hình bị mã khoá của Cartoon Network (được biết đến dưới tên Adult Swim) lúc nửa đêm từ tháng 2 năm 2002 đến tháng 4 năm 2003, rồi bị chuyển sang một truyền hình bị mã khoá khác của Cartoon Network là Toonami cho các tập còn lại. Một vài tập phim còn bị gắn mác TV-14 và TV-PG.
Bốn mùa của bộ phim đều xoay quanh một câu chuyện riêng của mỗi phần, và được xem như là một bộ "saga" của Funimation. 32 đĩa DVD biên soạn lại đã được phát hành bởi Funimation cho 4 saga, với bộ đầu tiên ra mắt ngày 16 tháng 4 năm 2002, và bộ cuối cùng ra mắt ngày 19 tháng 7 năm 2005. Thêm vào đó, một bộ sưu tập DVD box cũng được phát hành kèm mỗi saga, chứa toàn bộ các tập của mỗi saga, trừ trường hợp của Dark Tournament Saga, bộ này có tới 2 collection boxes.

## Tổng quan
(*) Cách chia mùa phim ở đề mục này cũng như đề mục kế tiếp được sắp xếp giống bản phim tiếng Anh.
| Mùa | Mùa | Số tập | Số tập | Phát sóng gốc        | Phát sóng gốc        |
| Mùa | Mùa | Số tập | Số tập | Phát sóng lần đầu    | Phát sóng lần cuối   |
| --- | --- | ------ | ------ | -------------------- | -------------------- |
|     | 1   | 25     | 25     | 10 tháng 10 năm 1992 | 10 tháng 4 năm 1993  |
|     | 2   | 41     | 41     | 17 tháng 4 năm 1993  | 29 tháng 1 năm 1994  |
|     | 3   | 28     | 28     | 5 tháng 2 năm 1994   | 13 tháng 8 năm 1994  |
|     | 4   | 18     | 18     | 20 tháng 8 năm 1994  | 17 tháng 12 năm 1994 |

## Danh sách tập phim
| Lưu ý | Lưu ý | Lưu ý | Lưu ý | Lưu ý | Lưu ý |
| --- | ----- | ----- | ----- | ----- | ----- |
| Vì chưa có thông tin về tên chính thức được phát hành tại Việt Nam nên tên các tập phim bằng tiếng Việt trong bài viết này được tạm dịch theo tựa tiếng Anh. |       |       |       |       |       |

### Mùa 1: Spirit Detective Saga (1992–1993)
| #  | Tựa tập phim | Ngày phát sóng ở Nhật |
| -- | --- | --------------------- |
| 1  | "Bất ngờ khi chết" "Shindara Odoroita" (死んだらオドロいた) | 10 tháng 10 năm 1992  |
| 2  | "Koenma xuất hiện" "Koenma of the Spirit Realm! A Trial Towards Resurrection // Reikai no Koenma! Fukkatsu e no Shiren" (霊界のコエンマ! 復活への試練)                                                   | 17 tháng 10 năm 1992  |
| 3  | "Kuwabara: Lời hứa giữa những người đàn ông" "Kuwabara in a Corner! A Man's Oath // Oitsumerareta Kuwabara! Otoko no Chikai" (追いつめられた桑原! 男の誓い)                                              | 24 tháng 10 năm 1992  |
| 4  | "Yêu cầu dành cho người yêu" "Hot Flames! Ties of the Beloved // Atsuki Honō! Koibito no Kizuna" (熱き炎! 恋人のきずな)                                                                                  | 31 tháng 10 năm 1992  |
| 5  | "Yusuke trở lại" "Yusuke's Resurrection! A New Trial // Yūsuke Fukkatsu! Aratanaru Shimei" (幽助復活! 新たなる使命)                                                                                      | 7 tháng 11 năm 1992   |
| 6  | "Ba yêu quái" "The Three Yokai! Hiei, Kurama, and Goki // Sanbiki no Yōkai! Hiei Kurama Gōki" (三匹の妖怪! 飛影·蔵馬·剛鬼)                                                                               | 14 tháng 11 năm 1992  |
| 7  | "Gouki và Kurama" "Kurama's Secret!? The Ties Between Mother and Son // Kurama no Himitsu?! Haha To Ko no Kizuna" (蔵馬の秘密?! 母と子のきずな)                                                          | 21 tháng 11 năm 1992  |
| 8  | "Con mắt thứ ba của Hiei" "Keiko in Peril! Hiei, the Jagan Master // Keiko Ayaushi! Jaganshi Hiei" (螢子あやうし! 邪眼師·飛影)                                                                           | 28 tháng 11 năm 1992  |
| 9  | "Cuộc tìm kiếm bắt đầu" "The Successor to Genkai! The Tournament Begins // Genkai no Keishōsha Tournament Kaishi" (幻海の継承者トーナメント開始)                                                         | 5 tháng 12 năm 1992   |
| 10 | "Linh kiếm của Kuwabara" "Death Battle in the Dark! Kuwabara's Reiki Sword // Kurayami no Shitō! Kuwabara Reiki no Ken" (暗闇の死闘! 桑原·霊気の剣)                                                      | 12 tháng 12 năm 1992  |
| 11 | "Trận đấu khó nhằn dành cho Yusuke" "Yusuke's Hard Battle! A Bruised and Bloody Counterattack // Yūsuke Kurusen! Kizudarake Hangeki" (幽助苦戦! 傷だらけの反撃!!)                                        | 19 tháng 12 năm 1992  |
| 12 | "Rando chiến thắng, Kuwabara gục ngã" "Rando Appears! Kuwabara's Grievous Defeat // Randō Arawaru! Kuwabara Munen no Haiboku" (乱童あらわる! 桑原無念の敗北)                                             | 26 tháng 12 năm 1992  |
| 13 | "Yusuke vs. Rando: 99 lần tấn công" "Yusuke vs. Rando, Sorcery Thrown Into Chaos!! // Yūsuke vs. Randō Midariretobu Yōjitsu" (幽助VS乱童 乱れとぶ妖術!!)                                                 | 9 tháng 1 năm 1993    |
| 14 | "Những quái thú của Cung điện Maze" "The Four Holy Beasts in the Labyrinthine Castle! A Challenge to the Spiritual Realm // Meikyū Shiro no Shiseijū! Reikai e no Chōsen" (迷宮城の四聖獣! 霊界への挑戦) | 16 tháng 1 năm 1993   |
| 15 | "Genbu, Thú đá" "The Elegant Kurama! The Stone Beast Genbu // Utsukushiki Bara no Mai! Karei Naru Kurama" (美しきバラの舞! 華麗なる蔵馬)                                                                 | 23 tháng 1 năm 1993   |
| 16 | "Byakko, Bạch Hổ" "Grow, Rei-ken! Kuwabara — A Man's Fight // Tobi Yo Reiken! Kuwabara Otoko no Shōbu" (伸びよ霊剣! 桑原·男の勝負)                                                                       | 30 tháng 1 năm 1993   |
| 17 | "Hang ổ của Byakko" "Byakko's Hellish Roar // Byakko Jigoku no Otakebi" (白虎·地獄の雄叫び) | 6 tháng 2 năm 1993    |
| 18 | "Seiryu, Thanh Long" "Hiei Comes Forward to Battle! A Slashing Sword // Hiei Shusen! Kirisaku Ken" (飛影出戦! 切り裂く剣)                                                                                | 13 tháng 2 năm 1993   |
| 19 | "Suzaku, kẻ cầm đầu của Tứ đại ma thú" "The Last of the Four Holy Beasts, Suzaku! // Saigo no Shiseijū Suzaku" (最後の四聖獣·朱雀!)                                                                      | 20 tháng 2 năm 1993   |
| 20 | "7 cách để chết" "Secret Techniques Clash! The Seven Suzaku // Okugi Gekitotsu! Shichi Nin no Suzaku" (奥義激突! 七人の朱雀)                                                                             | 27 tháng 2 năm 1993   |
| 21 | "Hi sinh của Yusuke" "Yusuke's Life or Death Counterattack // Yūsuke Inochi o Kaketa Hangeki" (幽助·命を賭けた反撃)                                                                                      | 6 tháng 3 năm 1993    |
| 22 | "Vẻ đẹp đáng thương" "A Sorrowful Young Beauty — Yukina // Kanashimi Bishōjo Yukina" (悲しみの美少女·雪菜)                                                                                               | 13 tháng 3 năm 1993   |
| 23 | "Nhóm anh em Toguro" "Envoys of Darkness! The Toguro Brothers // Yami no Shisha! Toguro Kyōdai" (闇の使者! 戸愚呂兄弟)                                                                                   | 20 tháng 3 năm 1993   |
| 24 | "Bộ ba chết chóc" "Terrifyingly Mighty Foes! The Sankishu // Osoroshiki Kyōteki! San Kishū" (恐ろしき強敵! 三鬼衆)                                                                                       | 27 tháng 3 năm 1993   |
| 25 | "Chiến đấu vì tình yêu của Kuwabara" "Burn, Kuwabara! The Underlying Power of Love // Moero Kuwabara! Ai no Sokojikara" (燃えろ桑原! 愛の底力)                                                           | 10 tháng 4 năm 1993   |

### Mùa 2: Dark Tournament Saga (1993–1994)
| #  | Tựa tập phim | Ngày phát sóng ở Nhật |
| -- | --- | --------------------- |
| 26 | "Toguro trở lại" "Invitees To The Dark Tournament // Ankoku Bujutsukai e no Shōtaisha" (暗黒武術会への招待者)                                                                  | 17 tháng 4 năm 1993   |
| 27 | "Giải đấu Hắc ám bắt đầu" "Departure Of Death! To The Island Of Hell // Shi no Funede! Jigoku no Shima e" (死の船出! 地獄の島へ)                                               | 24 tháng 4 năm 1993   |
| 28 | "Trận chiến đầu tiên" "The Little Mighty Foe! Rinku's Secret Technique // Chiisana Kyōteki! Rinku no Higi" (小さな強敵! 鈴駒の秘技)                                            | 1 tháng 5 năm 1993    |
| 29 | "Những bông hoa của máu" "Kurama Makes Blood Flowers Blossom // Chi no Hana o Sakasu Kurama!" (血の花を咲かす蔵馬!)                                                            | 8 tháng 5 năm 1993    |
| 30 | "Rồng của ngọn lửa đen" "The Unfinished Secret Technique--Ensatsu Kokuryuha // Mikan no Oshigi Ensatsu Kokuryūha" (未完の奥義·炎殺黒龍波)                                      | 15 tháng 5 năm 1993   |
| 31 | "Chiến binh vấp ngã" "The Drunken Warrior! Chu's Sui-ken // Yoidore Senshi! Chū no Suiken" (よいどれ戦士! 酎の酔拳)                                                            | 22 tháng 5 năm 1993   |
| 32 | "Trận quyết tử trên lưỡi dao" "Knife Edge Death Match" (ナイフエッジデスマッチ)                                                                                                | 29 tháng 5 năm 1993   |
| 33 | "Ngày chờ đợi" "Clash! The Best 8 are Decided // Gekitotsu! Best 8 Derō" (激突! ベスト8出そろう)                                                                               | 5 tháng 6 năm 1993    |
| 34 | "Xác suất của vinh quang" "A Desperate Battle, With a 0.05% Chance of Winning // Shōritsu 0.05% no Shitō" (勝率0.05%の死闘!)                                                   | 12 tháng 6 năm 1993   |
| 35 | "Cái nhìn đằng sau mặt nạ" "The Identity of Mask?! A Beautiful Warrior // Fukumen no Shōtai?! Utsukushiki Senshi" (覆面の正体?! 美しき戦士)                                    | 19 tháng 6 năm 1993   |
| 36 | "Tham vọng sụp đổ: Thử thách của chân lý" "Ambition Crushed! A Baptism by Light // Yabō o Funsai! Hikari no Senrei" (野望を粉砕! 光りの洗礼)                                   | 26 tháng 6 năm 1993   |
| 37 | "Bậc thầy cải trang" "Stealthy Figures of Darkness, The Mashotsukai Team // Yami no Shinobi Mashōtsukai Team" (闇の忍·魔性使いチーム)                                          | 3 tháng 7 năm 1993    |
| 38 | "Sự kháng cự của Kurama" "A Desperate Kurama! Bodypaint of Death // Kurama Muzan! Shi no Keshō" (蔵馬無惨! 死の化粧)                                                           | 10 tháng 7 năm 1993   |
| 39 | "Sự trả thù chập choạng" "Annihilation! Yusuke's Iron Fist of Fury // Funsai! Yūsuke Ikari no Tekken" (粉砕! 幽助怒りの鉄拳)                                                   | 17 tháng 7 năm 1993   |
| 40 | "Jin, Bậc thầy điều khiển gió" "Jin, the Wind Tamer! A Stormy Air Battle // Kazetsukai Jin! Arashi no Kuchūsen" (風使い陣! 嵐の空中戦)                                         | 24 tháng 7 năm 1993   |
| 41 | "Đảo ngược quyết định" "Reikodan! An Unexpected Conclusion?! // Reikōdan! Igai Na Kecchaku?!" (霊光弾! 意外な決着?!)                                                           | 31 tháng 7 năm 1993   |
| 42 | "Vấn đề của tình yêu và cái chết" "A Desperate Kuwabara! The Charge Of Love // Kesshi no Kuwabara! Ai no Totsugeki" (決死の桑原! 愛の突撃)                                     | 7 tháng 8 năm 1993    |
| 43 | "Chiến binh giấu mặt lộ diện" "The Masked Warrior's Stern Face! // Fukumen Senshi no Kubishiki Sugao" (覆面戦士の厳しき素顔)                                                   | 14 tháng 8 năm 1993   |
| 44 | "Bài kiểm tra cuối cùng của Yusuke" "The Greatest Trial from Genkai // Genkai Kara no Saidai no Shiren" (幻海からの最大の試練)                                                 | 21 tháng 8 năm 1993   |
| 45 | "Hiei xuất trận" "Hiei Battles Consecutively! Shoot Your Kokuryuha! // Hiei Rensen! Gekite Kokuryūha!" (飛影連戦! 撃て黒龍波!)                                                 | 28 tháng 8 năm 1993   |
| 46 | "Muôn hình vạn trạng" "Tremble! Kuromomotaro's Transformation // Senritsu! Kuromomotarō no Henshin" (戦慄! 黒桃太郎の変身)                                                     | 4 tháng 9 năm 1993    |
| 47 | "Kẻ trộm huyền thoại: Yoko Kurama" "The Legendary Thief! Yoko Kurama! // Densetsu no Tōsoku! Yōko Kurama" (伝説の盗賊! 妖狐·蔵馬)                                              | 11 tháng 9 năm 1993   |
| 48 | "Chiếc áo khoác vô thoái" "Item of Darkness: The Mantle of Death // Yami Item Shide no Hagoromo" (闇アイテム·死出の羽衣)                                                       | 18 tháng 9 năm 1993   |
| 49 | "Sức mạnh của Genkai" "Remaining Power! Genkai's Life or Death Battle // Sareta Chikara! Genkai no Shitō" (残された力! 幻海の死闘)                                             | 25 tháng 9 năm 1993   |
| 50 | "Thách thức của Suzuka" "Matōka Suzuki no Momosen" (魔闘家·鈴木の挑戦!) | 2 tháng 10 năm 1993   |
| 51 | "Đối thủ chính" "Confrontation of Destiny! The Shadow of Toguro // Shukumei no Taiketsu! Toguro no Kage" (宿命の対決! 戸愚呂の影)                                              | 9 tháng 10 năm 1993   |
| 52 | "Cái chết của Genkai" "Genkai Falls! Settled After 50 Years // Maboroshi Genkai! 50 Nen Me no Kecchaku" (幻海散る! 50年目の決着)                                               | 16 tháng 10 năm 1993  |
| 53 | "Vượt qua nỗi đau" "Before the Storm! Overcoming Sorrow // Arashi no Mae! Kanashimi o Koete" (嵐の前! 悲しみを越えて)                                                          | 23 tháng 10 năm 1993  |
| 54 | "Bắt đầu của kết thúc" "The Turbulent Final Round Begins! // Haran no Kesshō Sen Kaishi!" (波瀾の決勝戦開始!)                                                                  | 30 tháng 10 năm 1993  |
| 55 | "Con quái thú bên trong" "Explosion! The Yoko Awakened // Bakuretsu! Mezame Ta Yōko" (爆烈! 目覚めた妖狐)                                                                      | 6 tháng 11 năm 1993   |
| 56 | "Phép thuật của Yoko" "The Desperate Kurama! A Final Measure // Kesshi no Kurama! Saigo no Te" (決死の蔵馬! 最後の手段)                                                        | 13 tháng 11 năm 1993  |
| 57 | "Bên trong áo giáp của Bui" "Intimindation! Bui Removes his Armor // Kyōi! Yoroi o Hazushi Ta Bui" (脅威! 鎧を外した武威)                                                      | 20 tháng 11 năm 1993  |
| 58 | "Con rồng thuần hoá" "The Ultimate Secret Technique! Roar of the Kokuryuha // Kyūkyoku Ougi! Hoero Kokuryūha" (究極奥義! ほえろ黒龍波)                                         | 27 tháng 11 năm 1993  |
| 59 | "Bóng dáng của Toguro anh" "The Eerie Shadow of Toguro the Elder // Toguro Kei no Bukimi na Kage" (戸愚呂兄の不気味な影)                                                       | 4 tháng 12 năm 1993   |
| 60 | "Kế hoạch của Sakyo" "Explosion of Anger! Kuwabara's Counterattack // Ikari Bakuhatsu! Kuwabara no Hangeki" (怒り爆発! 桑原の反撃)                                             | 11 tháng 12 năm 1993  |
| 61 | "Yusuke vs. Toguro" "Confrontation of Destiny! The Tempestuous Battle of Captains Commences // Shukumei no Taiketsu! Arashi no Taishō Sen Kaishi" (宿命の対決! 嵐の大将戦開始) | 18 tháng 12 năm 1993  |
| 62 | "Toàn bộ sức mạnh của Toguro" "Toguro's 100 Percent Terror! // Toguro 100% no Kyōfu!" (戸愚呂100%の恐怖!)                                                                      | 25 tháng 12 năm 1993  |
| 63 | "Nỗi tuyệt vọng của Yusuke" "Yusuke! A Trial to the Limits of Sorrow // Yūsuke Jo! Genkai He no Kanashii Shiren" (幽助! 限界への悲しい試練)                                    | 8 tháng 1 năm 1994    |
| 64 | "Nỗi tuyệt vọng của Toguro" "Deathbattle Concluded! A Final Full Power // Shitō Kecchaku! Saigo no Furu Pawā" (死闘決着! 最後のフルパワー)                                     | 15 tháng 1 năm 1994   |
| 65 | "Kết thúc với đòn cuối cùng" "The Scheme Vanishes, Together With the Stadium // Tōgi Jō Totomoni Kieru Yabō" (闘技場と共に消える野望)                                          | 22 tháng 1 năm 1994   |
| 66 | "Ước nguyện của Toguro" "Toguro's Atonement -- His Greatest Desire // Toguro no Tsugunai. Ichiban no Nozomi" (戸愚呂の償い·一番の望み)                                         | 29 tháng 1 năm 1994   |

### Mùa 3: Chapter Black Saga (1994)
| #  | Tựa tập phim | Ngày phát sóng ở Nhật |
| -- | --- | --------------------- |
| 67 | "Trở lại với cuộc sống nhân giới" "A New Prologue // Arata Naru Purorōgu" (新たなるプロローグ)                                                               | 5 tháng 2 năm 1994    |
| 68 | "Sắp đặt cái bẫy" "The Traps Lurking Inside Yojigen Mansion // Yon Jigen Yashiki Ni Hisomu Wana" (四次元屋敷にひそむ罠)                                      | 12 tháng 2 năm 1994   |
| 69 | "Sức mạnh của Taboo" "The Power of Taboo! Kurama's Intellect // Kinku no Pawā! Kurama no Zunō" (禁句のパワー! 蔵馬の頭脳)                                    | 19 tháng 2 năm 1994   |
| 70 | "Trò lừa của Genkai" "The Terrifying Truth! A New Mystery // Osorubeki Shinjitsu! Arata Na Nazo" (恐るべき真実! 新たな謎)                                    | 26 tháng 2 năm 1994   |
| 71 | "Đường hầm" "The Coming Terror! The Gateway To The Demon World! // Semari Kuru Kyōfu! Makai no Tobira" (迫り来る恐怖! 魔界の扉)                              | 5 tháng 3 năm 1994    |
| 72 | "Giáo sư" "Envoys of the Demon Realm! Seven Enemies // Makai no Shisha! Nana Nin no Teki" (魔界の使者! 七人の敵)                                             | 12 tháng 3 năm 1994   |
| 73 | "Căn bệnh của bác sĩ" "The Stalking, Demonic Hand of the Doctor // Shinobiyoru Dokutā no Ma no Te" (忍び寄るドクターの魔の手)                                | 19 tháng 3 năm 1994   |
| 74 | "Ngủ đi, bác sĩ, ngủ đi" "Bring Down the Territory!! // Teritorī o Uchi Yabure!!" (テリトリーを打ちやぶれ!!)                                                 | 26 tháng 3 năm 1994   |
| 75 | "Bị bắt giữ trong mưa" "Seaman--A Trap Lurking in the Rain // Shīman. U Ni Hisomu Wana" (シーマン·雨に潜む罠)                                                | 2 tháng 4 năm 1994    |
| 76 | "Kuwabara: Thức giấc" "Kuwabara Restored?! A Power Awakened // Kuwabara Fukkatsu?! Mezame Ta Chikara" (桑原復活?! 目覚めた力)                                | 9 tháng 4 năm 1994    |
| 77 | "Cú vấp ngã của Sensui" "The Dark Past of the Spirit Realm Detective // Reikai Tantei no Kuroi Kako" (霊界探偵の黒い過去)                                    | 16 tháng 4 năm 1994   |
| 78 | "Chia cắt và chế ngự" "Charge! Dark Angel // Shutsugeki! Dāku Enjeru" (出撃! ダークエンジェル)                                                               | 23 tháng 4 năm 1994   |
| 79 | "Cuộc đua của con người" "Yusuke's Mad Dash! Save Kuwabara! // Yūsuke Jo Gekisou! Kuwabara o Sukue!" (幽助激走! 桑原を救え!)                                 | 30 tháng 4 năm 1994   |
| 80 | "Mục tiêu di động" "Hagiri's Targets! Death Crest Cross Spots // Hagiri no Hyōteki! Shi Mon Jūji Madara" (刃霧の標的! 死紋十字斑)                            | 7 tháng 5 năm 1994    |
| 81 | "Hãy để trò chơi bắt đầu" "The Game World Inside the Cave // Dōkutsu no Naka no Gēmu Wārudo" (洞窟の中のゲームワールド)                                      | 14 tháng 5 năm 1994   |
| 82 | "Nếu bạn có thể thi đấu mãi mãi" "Gamemaster's Fearsome Aptitude // Gēmu Masutā Kyōi no Jitsuryoku" (ゲームマスター脅威の実力)                               | 21 tháng 5 năm 1994   |
| 83 | "Trò chơi kết thúc" "The Remaining Measure! Kurama's Resolve // Nokosa Re Ta Shudan! Kurama no Ketsudan" (残された手段! 蔵馬の決断)                          | 28 tháng 5 năm 1994   |
| 84 | "Sự tức giận của Kurama, khách của Gourmet" "Kurama's Fury! Who is That, Really?! // Kurama no Ikari! Shōtai Ha Dare Da?!" (蔵馬の怒り! 正体は誰だ?!)        | 4 tháng 6 năm 1994    |
| 85 | "Cuộc đấu giữa thám tử linh giới)" "Spirit Realm Detectives--A fated One-on-One Battle // Reikai Tantei. Shukumei no Ichi Ki Uchi" (霊界探偵·宿命の一騎討ち) | 11 tháng 6 năm 1994   |
| 86 | "Sự hình thành khác nhau" "Yusuke's Tough Battle! A Decisive Difference // Yūsuke Jo Kusen! Ketteiteki Na Sa" (幽助苦戦! 決定的な差)                         | 18 tháng 6 năm 1994   |
| 87 | "Sức mạnh giữa sự hiệu quả" "Koenma--Primed With The Mafukan! // Koenma. Kakugo no Mafūkan!" (コエンマ·覚悟の魔封環!)                                        | 25 tháng 6 năm 1994   |
| 88 | "Bộ mặt thật của Sensui" "Sensui--Sacred Light Energy Unleashed! // Sensui. Tokihanata Re Ta Hijiri Hikari Ki" (仙水·解き放たれた聖光気)                     | 2 tháng 7 năm 1994    |
| 89 | "Cái chết của thám tử kinh giới" "Foreboding! When Everything Comes to a Halt // Yokan! Subete Ga Tomaru Toki" (予感! 全てが止まる時)                        | 9 tháng 7 năm 1994    |
| 90 | "Nỗ lực trả thù" "Carrying On Their Friend's Will! // Tomo no Ishi o Tsuge!" (友の意志を継げ!)                                                               | 16 tháng 7 năm 1994   |
| 91 | "Đánh thức sự mất mát" "A Time of Awakening! The Battle Commences Again // Kakusei no Toki! Batoru Futatabi" (覚醒の時! バトル再び)                          | 23 tháng 7 năm 1994   |
| 92 | "Thử thách" "The Ultimate Battle! Proof of Demon Kinship // Kyūkyoku no Tatakai! Mazoku no Akashi" (究極の戦い! 魔族の証)                                    | 30 tháng 7 năm 1994   |
| 93 | "Cái kết của Sensui" "A Conclusion! Deathbattle in the Demon Realm // Kecchaku! Makai no Shitō!" (決着! 魔界の死闘!)                                         | 6 tháng 8 năm 1994    |
| 94 | "Bề nổi" "Epilogue! Towards Tomorrow! // Epirōgu! Ashita He!" (エピローグ! 明日へ!)                                                                          | 13 tháng 8 năm 1994   |

### Mùa 4: Three Kings Saga (1994)
| #   | Tựa tập phim | Ngày phát sóng ở Nhật |
| --- | --- | --------------------- |
| 95  | "Định mệnh của Yusuke" "Yusuke's Destiny--Footsteps of Danger // Yūsuke no Unmei. Kiken no Ashioto" (幽助の運命·危険の足音)                         | 20 tháng 8 năm 1994   |
| 96  | "Ba người lạ, ba quốc vương" "Visitors of Darkness--The Mystery Deepens // Yami no Hōmon Sha. Fukamaru Nazo" (闇の訪問者·深まる謎)                  | 27 tháng 8 năm 1994   |
| 97  | "Rời khỏi nhân giới" "Parting--Our Respective Departures // Wakare. Sorezore no Tabidachi" (別れ·それぞれの旅立ち)                                  | 3 tháng 9 năm 1994    |
| 98  | "Trở lại ma giới" "To the Demon Realm! A Meeting with the Father // Makai he! Chichi to no Taimen" (魔界へ! 父との対面)                             | 10 tháng 9 năm 1994   |
| 99  | "Ám ảnh bởi quá khứ" "Unforgettable Memories! A Time of Birth // Wasure e nu Kioku. Tanjō no Toki" (忘れ得ぬ記憶·誕生の時)                          | 17 tháng 9 năm 1994   |
| 100 | "Bí mật của Mắt quỷ" "The Secrets of the Jagan Revealed // Akasa Reru Yokoshima me no Himitsu" (明かされる邪眼の秘密)                               | 24 tháng 9 năm 1994   |
| 101 | "Cuộc hội ngộ của những tên cướp" "Demon Realm Thieves--A Thousand-Year Reunion // Makai Tōzoku. Sennen me no Saikai" (魔界盗賊·千年目の再会)       | 1 tháng 10 năm 1994   |
| 102 | "Nước mắt giữa những nét tương đồng" "Yoko Transfromation! A Creeping Bloodlust // Yōko Henka! Shinobiyoru Satsui" (妖狐変化! 忍び寄る殺意)         | 8 tháng 10 năm 1994   |
| 103 | "Kế thừa" "A Father's Last Words-- Memories of a Distant Day // Chichi no Yuigon. Tōi hi no Omoi" (父の遺言·遠い日の想い)                           | 15 tháng 10 năm 1994  |
| 104 | "Tất cả yêu quái cho riêng anh ta" "An Unexpected Proposal -- A Change in the Demon Realm // Igai na Teian. Makai no Hendō" (意外な提案·魔界の変動) | 22 tháng 10 năm 1994  |
| 105 | "Khởi đầu" "Great Battle in the Demon Realm -- The Preliminaries Commence! // Makai Taisen. Yosen Kaishi!" (魔界大戦·予選開始!)                     | 29 tháng 10 năm 1994  |
| 106 | "Cuộc chiến của hai cha con" "Father and Son Battle! Yomi and Shura // Tatakau Oyako! Yomi to Shura" (闘う親子! 黄泉と修羅)                         | 5 tháng 11 năm 1994   |
| 107 | "Giải đấu Ma giới bắt đầu" "Fierce Fighting! Men Fighting for their Dreams // Gekitō! Yume ni Kake ta Otoko Tachi" (激闘! 夢に賭けた男たち)         | 12 tháng 11 năm 1994  |
| 108 | "Vĩnh biệt, Kurama" "Kurama, A Break with the Past // Kurama, Kako to no Ketsubetsu" (蔵馬, 過去との決別)                                           | 19 tháng 11 năm 1994  |
| 109 | "Tình yêu và chiến tranh" "Showdown! Hiei and Mukuro // Taiketsu! Hiei to Mukuro" (対決! 飛影とムクロ)                                              | 26 tháng 11 năm 1994  |
| 110 | "Lý do để chiến đấu" "My Power--This is My All! // Ore no Chikara. Kore ga Subete Da!" (俺の力·これが全てだ!)                                       | 3 tháng 12 năm 1994   |
| 111 | "Kết thúc" "Concluded! The End of the Conflict // Kecchaku! Gekitō no Hate Ni" (決着! 激闘の果てに)                                                 | 10 tháng 12 năm 1994  |
| 112 | "Hướng đến tương lai" "Forever YuYu Hakusho! // Fōebā! YūYūHakusho" (フォーエバー!幽遊白書)                                                         | 17 tháng 12 năm 1994  |

## Phát hành băng đĩa
| Tập ghi trên đĩa | Tập ghi trên đĩa | Tập lẻ                                                                                  | Nguồn                |
| ---------------- | ---------------- | --------------------------------------------------------------------------------------- | -------------------- |
|                  | Tập 1            | 1–2 (phần "thám tử linh giới")                                                          | [ 16 ]               |
|                  | Tập 2            | 3–7 (phần "thám tử linh giới")                                                          | [ 16 ]               |
|                  | Tập 3            | 8 (phần "thám tử linh giới") 9–12 (phần "thừa kế bí ẩn")                                | [ 16 ] [ 17 ]        |
|                  | Tập 4            | 13 (phần "thừa kế bí ẩn") 14–17 (phần "tứ đại ma thú")                                  | [ 17 ] [ 18 ]        |
|                  | Tập 5            | 18–21 (phần "thừa kế bí ẩn") 22 (phần "giải cứu Yukina")                                | [ 18 ] [ 19 ]        |
|                  | Tập 6            | 23–26 (phần "giải cứu Yukina") 27 (phần "giải cứu Yukina")                              | [ 19 ] [ 20 ]        |
|                  | Tập 7            | 28–32 (phần "giải cứu Yukina")                                                          | [ 20 ]               |
|                  | Tập 8            | 33 (phần "giải cứu Yukina") 34–36 (phần "bác sĩ Ichigaki") 37 (phần "ma thú linh giới") | [ 20 ] [ 21 ] [ 22 ] |
|                  | Tập 9            | 38–42 (phần "ma thú linh giới")                                                         | [ 22 ]               |
|                  | Tập 10           | 43 (phần "ma thú kinh giới") 44–47 (phần "cổ tích ngầm T")                              | [ 22 ] [ 23 ]        |
|                  | Tập 11           | 48–50 (phần "cổ tích ngầm T") 51–52 (phần "cổ tích ngầm T")                             | [ 23 ] [ 24 ] [ 25 ] |
|                  | Tập 12           | 53–57 (phần "cổ tích ngầm T")                                                           | [ 24 ] [ 25 ]        |
|                  | Tập 13           | 58–62 (phần "cổ tích ngầm T")                                                           | [ 24 ] [ 25 ]        |
|                  | Tập 14           | 63–66 (phần "cổ tích ngầm T") 67 (phần "dich cơ bốn chiều")                             | [ 24 ] [ 25 ] [ 26 ] |
|                  | Tập 15           | 68–71 (phần "dich cơ bốn chiều") 72 (phần "vùng lãnh thổ")                              | [ 26 ] [ 27 ]        |
|                  | Tập 16           | 73–77 (phần "vùng lãnh thổ")                                                            | [ 27 ]               |
|                  | Tập 17           | 78–82 (phần "vùng lãnh thổ")                                                            | [ 27 ]               |
|                  | Tập 18           | 83–84 (phần "vùng lãnh thổ") 85–87 (phần "Sensui")                                      | [ 27 ] [ 28 ]        |
|                  | Tập 19           | 88–92 (phần "Sensui")                                                                   | [ 28 ]               |
|                  | Tập 20           | 93–94 (phần "Sensui") 95–97 (phần "tam thoái")                                          | [ 28 ] [ 29 ]        |
|                  | Tập 21           | 98–102 (phần "tam thoái")                                                               | [ 29 ]               |
|                  | Tập 22           | 103 (phần "tam thoái") 104–107 (phần "đột nhập giải đấu T")                             | [ 29 ] [ 30 ]        |
|                  | Tập 23           | 108–112 (phần "đột nhập giải đấu T")                                                    | [ 30 ]               |

| Tập ghi trên đĩa | Tập ghi trên đĩa | Tập lẻ                                                         | Nguồn         |
| ---------------- | ---------------- | -------------------------------------------------------------- | ------------- |
|                  | Tập 1            | 1–4 (phần "thám tử linh giới")                                 | [ 16 ]        |
|                  | Tập 2            | 5–8 (phần "thám tử linh giới")                                 | [ 16 ]        |
|                  | Tập 3            | 9–12 (phần "thừa kế bí ẩn")                                    | [ 17 ]        |
|                  | Tập 4            | 13 (phần "thừa kế bí ẩn") 14–16 (phần "tứ đại ma thú")         | [ 17 ] [ 18 ] |
|                  | Tập 5            | 17–20 (phần "tứ đại ma thú")                                   | [ 18 ]        |
|                  | Tập 6            | 21 (phần "tứ đại ma thú") 22–24 (phần "giải cứu Yukina")       | [ 18 ] [ 19 ] |
|                  | Tập 7            | 25–26 (phần "giải cứu Yukina") 27–28 (phần "giải cứu Yukina")  | [ 19 ] [ 20 ] |
|                  | Tập 8            | 29–32 (phần "giải cứu Yukina")                                 | [ 20 ]        |
|                  | Tập 9            | 33 (phần "giải cứu Yukina") 34–46 (phần "bác sĩ Ichigaki")     | [ 20 ] [ 21 ] |
|                  | Tập 10           | 37–40 (phần "ma thú linh giới")                                | [ 21 ]        |
|                  | Tập 11           | 41–43 (phần "ma thú linh giới") 44 (phần "cổ tích ngầm T")     | [ 21 ] [ 22 ] |
|                  | Tập 12           | 45–48 (phần "cổ tích ngầm T")                                  | [ 22 ]        |
|                  | Tập 13           | 49–50 (phần "cổ tích ngầm T") 51–52 (phần "cổ tích ngầm T")    | [ 22 ] [ 23 ] |
|                  | Tập 14           | 53–56 (phần "cổ tích ngầm T")                                  | [ 23 ]        |
|                  | Tập 15           | 57–60 (phần "cổ tích ngầm T")                                  | [ 23 ]        |
|                  | Tập 16           | 61–64 (phần "cổ tích ngầm T")                                  | [ 23 ]        |
|                  | Tập 17           | 65–66 (phần "cổ tích ngầm T") 67–68 (phần "dich cơ bốn chiều") | [ 23 ] [ 24 ] |
|                  | Tập 18           | 69–71 (phần "dich cơ bốn chiều") 72 (phần "vùng lãnh thổ")     | [ 24 ] [ 25 ] |
|                  | Tập 19           | 73–76 (phần "vùng lãnh thổ")                                   | [ 25 ]        |
|                  | Tập 20           | 77–80 (phần "vùng lãnh thổ")                                   | [ 25 ]        |
|                  | Tập 21           | 81–84 (phần "vùng lãnh thổ")                                   | [ 25 ]        |
|                  | Tập 22           | 85–88 (phần "Sensui")                                          | [ 26 ]        |
|                  | Tập 23           | 89–92 (phần "Sensui")                                          | [ 26 ]        |
|                  | Tập 24           | 93–94 (phần "Sensui") 95–96 (phần "tam thoái")                 | [ 26 ] [ 27 ] |
|                  | Tập 25           | 97–100 (phần "tam thoái")                                      | [ 27 ]        |
|                  | Tập 26           | 101–103 (phần "tam thoái") 104 (phần "đột nhập giải đấu T")    | [ 27 ] [ 28 ] |
|                  | Tập 27           | 105–108 (phần "đột nhập giải đấu T")                           | [ 30 ]        |
|                  | Tập 28           | 109–112 (phần "đột nhập giải đấu T")                           | [ 30 ]        |